# Пискарёвка (станция)
Пискарёвка — узловая железнодорожная станция 4 класса в Калининском районе Санкт-Петербурга. Относится к Октябрьской железной дороге. Через Пискарёвку идут пригородные поезда с Финляндского вокзала Санкт-Петербурга на Кузнечное, Ладожское Озеро и Невскую Дубровку. Станция получила своё название по историческому району Пискарёвка.
Станция находится западнее Пискарёвского путепровода и севернее Брюсовской улицы. Южнее расположена оживлённая безымянная площадь с автобусным кольцом. Неподалёку расположен вокзал с залом ожидания и билетными кассами. Здание вокзала было открыто в 1914 году — одноэтажный кирпичный особняк имеет выразительный декор. В 2014-м в соответствии с символикой РЖД его перекрасили в серый цвет, исказив исторический облик. КГИОП отказывается включить здание в список выявленных объектов культурного наследия. В 2023 году зданию вокзала вернули прежний облик.
Электрифицирована в 1958 году в составе участка Финляндский вокзал — Мельничный Ручей.
Через перроны Пискарёвки переброшен пешеходный мост.

## Описание
Станция располагает четырьмя путями, три из них примыкают к платформам и используются преимущественно пригородными и иногда грузовыми поездами, а один используется только грузовыми составами.
От станции отходят направления на Ручьи, Ржевку и Дачу Долгорукова.

## Наземный общественный транспорт

#### Автобусы
- 33:  Пискарёвка —  «Чёрная речка»
- 61: Челябинская улица —   «Академическая»
- 80: улица Жени Егоровой —  Пискарёвка
- 102: проспект Культуры —  «Проспект Большевиков»
- 105:  Пискарёвка —  «Площадь Восстания»,  Московский вокзал
- 106:  Пискарёвка —  «Площадь Ленина»,  Финляндский вокзал
- 107:  Пискарёвка —  «Площадь Ленина»,  Финляндский вокзал
- 123: улица Жени Егоровой  —  «Ладожская»,  Ладожский вокзал
- 132:  Ручьи —   «Площадь Александра Невского»
- 133:  Ручьи —  «Площадь Ленина»,  Финляндский вокзал
- 136:  Ручьи —  «Площадь Восстания»,  Московский вокзал
- 137:  Пискарёвка —  «Чёрная речка»
- 138:  «Площадь Мужества» — Крематорий
- 153: проспект Культуры — Хасанская улица
- 176: Суздальский проспект —  «Площадь Ленина»,  Финляндский вокзал
- 178: проспект Культуры —  Пискарёвка
- 183:  «Ладожская» — проспект Маршака
- 206: Северная площадь — Таллинская улица
- 230:  Пискарёвка — Уральская улица
- 237:  Ручьи — Новоколомяжский проспект
- 249:  Ручьи —  «Приморская»
- 264:  Пискарёвка — Большой Смоленский проспект

Посадка на маршруты № 61, 138, 153 в направлении на север — на углу улиц Руставели и Верности, на маршрут № 153 в южном направлении — на Меншиковском проспекте.
Посадка на остальные маршруты — на Пискарёвском проспекте.

#### Троллейбусы
- 8:  Ручьи —  Балтийский вокзал
- 16:  Ручьи — площадь Бехтерева
- 18:  Ручьи — площадь Академика Климова
- 38: Светлановский проспект — Боткинская улица,  Финляндский вокзал

#### Трамваи
- 9:  Удельная — проспект Мечникова
- 38:  Кушелевка — проспект Мечникова
- 51: Суздальский проспект — проспект Мечникова

## Фотогалерея
- Платформы
- Электропоезд ЭР2-1290 «Карелия» у боковой платформы
- Вокзал
- Вид на пути ст. Пискарёвка с Пискарёвского путепровода
- Вид на пути ст. Пискарёвка с пешеходного моста